# Sergio Comba
Sergio Hector Comba (Rafaela, 15 ottobre 1978) è un ex calciatore argentino, di ruolo attaccante.

## Caratteristiche tecniche
Gioca come attaccante centrale; ha sia una buona velocità che una grande potenza fisica, ed è dotato nel gioco aereo.

## Carriera
Inizia la carriera con la maglia dell'Atlético Rafaela, con cui dopo aver giocato a livello giovanile tra il 1996 ed il 1998 milita nella seconda divisione argentina; nel 1998 passa al Sarmiento (J), in terza divisione. Passa poi al Ferro Carril Oeste, con cui realizza una rete in 12 presenze nella prima divisione argentina. Nell'estate del 1999 passa al Nantes, con cui nella stagione 1999-2000 gioca 2 partite in Ligue 1; nel gennaio del 2000 si trasferisce in Italia, dove termina la stagione militando nella Pistoiese, nel campionato di Serie B, nel quale non scende mai in campo. Nell'estate del 2000 torna in patria, per giocare nel San Martin di Tucuman, con cui segna 5 reti in 7 presenze nella seconda divisione argentina: salta però la maggior parte della stagione 2000-2001 a causa di un tumore ad un testicolo, che lo tiene lontano dal campo per circa 9 mesi. In seguito riprende l'attività agonistica con la maglia dei Defensores de Belgrano, con cui nella stagione 2001-2002 milita nella seconda divisione argentina segnandovi 22 gol, grazie ai quali risulta essere il secondo miglior marcatore del campionato.
Nell'estate del 2002 passa all'Huracán, con cui nella stagione 2002-2003 segna un gol in 12 incontri in prima divisione; a stagione in corso si trasferisce ai messicani del Cruz Azul, con cui gioca nella massima serie del Paese centroamericano fino all'estate del 2003; terminata l'esperienza messicana torna ai Defensores de Belgrano, con cui disputa un'ulteriore stagione nella seconda divisione del suo Paese natale. Dal luglio del 2004 al gennaio del 2005 torna a vestire la maglia dell'Atlético Rafaela, ancora una volta in seconda divisione; dal gennaio al luglio del 2005 fa invece parte della rosa del San Martin di Mendoza, club del medesimo campionato. Nell'estate del 2005 torna dopo cinque anni a giocare in Europa: in particolare si accasa agli svizzeri dello Young Fellows Zurigo, militanti nella seconda divisione elvetica: Comba con i rossoneri gioca una partita in Coppa Svizzera e segna 2 reti in 9 partite in questo campionato, per poi trasferirsi in Serie C1 alla Sangiovannese nel 2006. Nella stagione 2006-2007 milita negli abruzzesi del Celano, in Serie C2, campionato in cui gioca 7 partite senza mai segnare. Nella stagione 2008-2009 torna per la terza volta in carriera ai Defensores de Belgrano, con i quali mette a segno 9 reti in 20 presenze nella terza divisione argentina.
Nel luglio del 2009 va a giocare in Cile al Santiago Morning, formazione della massima serie del Paese andino; nella sua prima stagione nel club va a segno 7 volte in 17 partite, mentre nella stagione 2009-2010 realizza 13 reti in 31 incontri. Nella stagione 2010-2011 segna altri 7 gol in 19 presenze oltre a 4 gol in 2 partite in Coppa del Cile, mentre l'anno seguente dopo aver segnato un gol in 5 partite in seconda divisione (categoria in cui la squadra militava a causa della retrocessione maturata al termine dell'annata precedente) si trasferisce a stagione in corso al Cobreloa, con cui termina l'annata mettendo a segno altre 2 reti in 9 presenze nella massima serie cilena e giocando anche una partita in Coppa Sudamericana, oltre a 6 partite (nelle quali segna 4 gol) in Coppa del Cile. Nel gennaio del 2013 scende di categoria e si accasa al Dep. Copiapó, in Primera B, la seconda divisione cilena; nella sua prima stagione in squadra segna 2 gol in 11 partite oltre a 2 partite in Coppa e a 2 partite nei play-off, mentre nella stagione 2013-2014 realizza 9 reti in 33 partite. Nella stagione 2014-2015 milita invece nel San Luis de Quillota, con cui realizza una rete in 4 presenze nella coppa nazionale cilena e 16 reti in 34 presenze sempre nella seconda divisione cilena, che vince; l'anno seguente milita invece nel Deportes Temuco, con cui segna altri 13 gol in 29 partite in Primera B e 3 gol in 5 presenze in Coppa del Cile. Nella stagione 2016-2017 milita ancora in seconda divisione, questa volta con i Rangers de Talca.

## Palmarès

### Club

#### Competizioni nazionali
- Primera B (Cile): 1

San Luis de Quillota: 2014-2015